# Jíl
Jíl je nezpevněná usazená hornina složená z více než 50 % jílovité složky. Tvoří ji jílové minerály, pelitové frakce s velikostí jednotlivých zrn pod 2 μm (resp. 4 μm). Hornina může mít různou barvu závisející na obsahu příměsí. Jíly s 25–75 % vápenaté příměsi jsou označovány jako slíny. Jíly s významnou příměsí kalcitu a písku se označují jako šlíry. Zpevněním jílu vzniká jílovec a jílovitá břidlice.

## Složení
Jíl je tvořen jílovými minerály rozdělenými do různých skupin, kterými jsou například podskupina kaolinitu, skupina smektitu, skupina vermikulitu a dále smíševrstevné jílové minerály a další. Vyjma jílových minerálů obsahuje jíl častokrát i další složky jako jsou slídy, křemenný prach, další skupiny minerálů a organickou hmotu a fluidy. Pokud převažuje v jílovité hornině uhličitan vápenatý, hovoříme o vápnitém jílu, který byl dříve označován jako slín. Podle původu a složení se dělí na kaolinitické jíly, montmorillonitické jíly a illitové jíly.
Minerály jílové skupiny patří mezi fylosilikáty. Jsou velmi jemnozrnné a mohou být hydratované. Jsou strukturně podobné slídám. Jejich minerální struktura je složena z tetraedrů SiO4 a oktaedrů XO6 (kde X je Mg alebo Al). Obě tyto vrstvy jsou různým způsobem spojeny pomocí atomů kyslíku. Do své struktury a mezivrstevních prostor mohou přijímat různé ionty nebo molekuly, což způsobuje jejich různorodé vlastnosti. Jíl kromě toho běžně obsahuje příměsi jiných minerálů, jako křemenná zrna prachové frakce. Běžná jsou též zrna živců, slíd, chloritu, glaukonitu a zejména uhličitanů. Někdy jsou součástí jílu i zrnka pyritu. Pokud nad jílovitou hmotou převažuje uhličitan vápenatý, sediment se označuje jako vápnitý jíl nebo slín.

## Fyzikální a chemické vlastnosti
Jíl zásadně mění své vlastnosti v přítomnosti vody, v suché podobě je jíl sypkou horninou. Přítomnost vody je značně závislá na stupni zpevnění. Nezpevněné jíly jsou plastické, sypké jsou jen v případě, že byly vysušeny. Při styku s vodou mají tendenci nabývat, naopak při vysoušení se smršťují. Projevem smršťování jsou například bahenní praskliny. Jíl po vypálení tuhne. K vypálení může dojít i přírodními procesy, například při kontaktní metamorfóze, kdy vznikají tzv. porcelanity a kontaktní rohovce. Jíly mají po usazení až 80% pórovitost, při kompakci však zmenšují objem, lupínky jílovitých minerálů se stlačují a řadí se při tom rovnoběžně, díky vzájemné vazbě na atomární úrovni poté drží při sobě. Z chemického hlediska obsahují jílové sedimenty hlavně SiO2, Al2O3 a H2O. V menším množství i TiO2, Fe2O3, FeO, CaO, MgO, K2O, Na2O a jiné. Mezi jejich nejtypičtější textury patří laminace nebo masivní textura. Laminace je typická pro časté změny sedimentačních podmínek, známá je například z čtvrtohorních jezerních varvitů. Jemnozrnné jílovité sedimenty mohou velmi dobře uchovávat zkameněliny, příkladem jsou kambrické burgesské břidlice. Barva jílů závisí na minerálních příměsích. Zatímco červená a fialová barva je způsobena přítomností trojmocného železa, zelenou barvu způsobuje dvojmocné železo.

## Výskyt
Výskyt jílu je vázán na jejich vznik, který je spojen s mořskou sedimentací v rozsáhlých abyssálních plošinách, kam se drobné částečky dostávaly pomocí vodních toků (samozřejmě se můžeme setkat i s jíly vzniklými na pevnině). Vzhledem k vázání výskytu jílu na mořské prostředí je jeho hojné zastoupení i na území ČR, kde vznikl převážně v období druhohor až čtvrtohor.
Jíly jsou známy z celého světa, recentně vznikají ve všech známých sedimentačních prostředích. Mezi stratigraficky známé lokality s jílovými sedimenty patří například oblast Ruské tabule s tzv. Leningradskými modrými jíly s glaukonitem. Tyto horniny usazené v kambriu s maximální mocností asi 80 m jsou dodnes nezpevněné a obsahují četné fosilie. Podobně například paleogenní londýnské jíly z anglo-pařížské pánve obsahují množství zkamenělin fauny. V Čechách se jíly nacházejí blízko Žatce, Loun, v chebské a budějovické pánvi. Taktéž se vyskytují na jižní Moravě.

## Využití
Jíly se používají jako ideální těsnicí vrstva v mokrém stavu, jelikož při nasycení vodou se stávají pro další vodu naprosto nepropustnými. Jíl je vhodný jako podklad pro přehrady, hráze či podklad pod skládky. Dále se používá v cihlářství, jako pojivo hliněných omítek, na dusané podlahy, k výrobě přírodního linolea, v hrnčířství a pro další keramické výrobky, k čištění vlny a suken a k výrobě žáruvzdorného vybavení jako například provizorní pec.
Dále se přimíchává do grafitu při výrobě tužek. Poměr jílu a grafitu určuje tvrdost tužky.
Určité druhy jílu se používají v medicíně jako léčivé prostředky pro pleť (například zelený jíl, který má údajně absorpční, antioxidační a čisticí vlastnosti). Může se také použít proti rezistentním bakteriím.